# Distretto di Saharsa
Saharsa è un distretto dell'India di 1 506 418 abitanti, che ha come capoluogo Saharsa.